# Новостройка (Яйский район)
Новостро́йка — посёлок в Яйском районе Кемеровской области России. Входит в состав Безлесного сельского поселения.

## География
Посёлок находится в северной части Кемеровской области, к западу от реки Кайла (бассейн реки Яя), на расстоянии примерно 17 км (по прямой) к западу-юго-западу (WSW) от районного центра посёлка городского типа Яя. Абсолютная высота — 204 м над уровнем моря.
Часовой пояс
Посёлок Новостройка, как и вся Кемеровская область, находится в часовой зоне МСК+4. Смещение применяемого времени относительно UTC составляет +7:00.

## Население
| 2010 |
| ---- |
| 175  |

Гендерный состав
По данным Всероссийской переписи населения 2010 года, в гендерной структуре населения мужчины составляли 49,1 %, женщины — соответственно 50,9 %.
Национальный состав
Согласно результатам переписи 2002 года, в национальной структуре населения русские составляли 91 % из 203 чел.

## Улицы
- ул. Гагарина,
- ул. Молодёжная,
- ул. Трактовая,
- ул. Центральная[5].